# Gerhard Böhmer (Rennrodler)
Gerhard Böhmer (* 8. Juni 1958 in Berchtesgaden) ist ein ehemaliger deutscher Rennrodler.

## Karriere
Böhmer wurde von 1977 bis 1979 drei Mal deutscher Meister im Einsitzer und gewann 1980 Bronze. Im gleichen Jahr nahm er an den Olympischen Winterspielen in Lake Placid teil. Im Einsitzer belegte er den siebten Rang.